# 大韓民国制憲議会
大韓民国制憲議会（だいかんみんこくせいけんぎかい）は、大韓民国の憲法を制定した国会を意味し、1948年5月31日から1950年5月30日の間に存在した大韓民国国会のこと。大韓民国が建国されてから初めての国民による直接投票で選出された国会議員で構成された国会である。

## 概要
南朝鮮地域のみで5月10日に投票が行なわれた制憲議会選挙で選出された国会議員198名で、5月31日に開会され、同日開かれた第1回会議で、議長に李承晩、副議長に申翼熙と金東元（キム・ドンウォン）を選出した。
| 党派                   | 得票率 | 議席数 |
| ---------------------- | ------ | ------ |
| 無所属                 | 40.3   | 85     |
| 大韓独立促成国民会     | 26.1   | 55     |
| 韓国民主党             | 13.5   | 29     |
| 大同青年団             | 9.6    | 12     |
| 朝鮮民族青年団         | 2.2    | 6      |
| 大韓独立促成農民総連盟 | 0.8    | 2      |
| 大韓労働総連盟         | 1.6    | 1      |
| 朝鮮民主党             | 5.9    | 1      |
| 大韓青年団             | 5.9    | 1      |
| 韓国独立党             | 5.9    | 1      |
| 教育協会               | 5.9    | 1      |
| 檀民党                 | 5.9    | 1      |
| 大成会                 | 5.9    | 1      |
| 儒道会                 | 5.9    | 1      |
| 民族統一本部           | 5.9    | 1      |
| 朝鮮共和党             | 5.9    | 1      |
| 釜山15倶楽部           | 5.9    | 1      |
| 合計                   |        | 200    |

出典：정당별 득표율 및 의석수 현황（政党別得票率および議席数現況）。『대한민국국회 60년사』（大韓民国国会60年史）19頁
正副議長選出に続いて、6月3日から韓民党国会議員徐相日を委員長とし、兪鎮午などの専門家を含めた30名余の憲法起草委員会の下で憲法制定作業に着手、7月17日に議院内閣制を部分的に導入した大統領制を基礎とする大韓民国憲法を制定・公布した。7月1日の第33次本会議で国号を「大韓民国」に決定、7月8日に国会議員の互選で大統領に李承晩、副大統領に李始榮を選出し、7月24日に就任式が行なわれた。正副大統領選出に続いて、8月2日の第37次本会議で、国務総理任命同意案が可決され、李範奭（イ・バンソク）が国務総理に指名され、各部長官も任命された。

## 参考資料
- 대한민국국회사무처（大韓民國國會事務處）『대한민국국회 60년사』（大韓民国国会60年史）
- 尹景徹『分断後の韓国政治 : 一九四五〜一九八六年』木鐸社、1986年11月30日。NDLJP:12173192。